# Indium (111In) biciromab
L'indium (111In) biciromab nome commerciale FibriScint, è un anticorpo monoclonale di tipo murino marcato con il radioisotopo indio-111. Inizialmente proposto per la diagnosi di tromboembolia, è stato ritirato durante gli studi clinici.
Esso è stato sviluppato dalla Centocor.
Il farmaco ha come target la catena beta della fibrina, proteina coinvolta nella coagulazione del sangue.

### Indium (111In) biciromab
- (EN) Remington: the science and practice of pharmacy, Lippincott Williams & Wilkins, 1º maggio 2005,  pp. 454–, ISBN 978-0-7817-4673-1. URL consultato il 10 aprile 2011.
- (EN) Yong Yau Ong e Keng Thye Woo, A clinical approach to medicine, World Scientific, 31 dicembre 2004,  p. 685, ISBN 978-981-256-073-5. URL consultato il 10 aprile 2011.